# Coenochilus kolbei
Coenochilus kolbei är en skalbaggsart som beskrevs av Max Quedenfeldt 1884. Coenochilus kolbei ingår i släktet Coenochilus och familjen Cetoniidae. Inga underarter finns listade i Catalogue of Life.